# قانون البلديات لسنة 1924
كان قانون البلديات لسنة 1924 هي القاعدة التنظيمية لمجالس المدن في إسبانيا التي أصدرتها ديكتاتورية بريمو دي ريفيرا في 8 مارس 1924. حاولت فيها تجديد البلديات لتفكيك الزعامات المحلية (بالإسبانية: caciquismo)‏، ولكن هذا القانون لم يطبق لأن الانتخابات الموعودة لم تجر أبدا، وعوضا عنها قام الحكام المدنيون -الذين نصبتهم الإدارة العسكرية- بتعيين مستشارين ورؤساء البلديات في تلك المناصب، وهذا بدوره جعلهم يتبعون الاتحاد الوطني وهو الحزب الوحيد في الديكتاتورية.

## الخلفية
اعتبر بريمو دي ريفيرا نفسه بأنه «جراح حديد» الذي يجب عليه «اقتلاع الزعامات المحلية» والتي طالب بها خواكين كوستا في بداية القرن. وانعكس ذلك في خطاب التجديد المستخدم في بيان الانقلاب حيث برر فيها محاولته الانقلابية
بعد إعلان الأحكام العرفية في إسبانيا، أصدر بريمو دي ريفيرا التنظيم التالي لعسكرة النظام العام وذلك بالاستغناء عن سلطات المقاطعات والمحلية (حكام المدنيين ورؤساء البلديات ورؤساء مجالس المقاطعات) واحلال العسكر محلهم. ولكن بدءا من أبريل 1924 نقلت مهام حكام الأقاليم تدريجيا إلى الموظفين المدنيين على الرغم من أن بعض أهم وظائفهم مثل الرقابة والنظام العام ظلت في أيدي السلطات العسكرية. 
وبمساعدة المحافظين عينوا مندوبي حكومة لكل دائرة قانونية، وقد تم التحقيق في أكثر من ثمان مئة من الشركات المحلية، واكتشفت مخالفات في أكثر من مائة ملف. ومن ثم فصل 152 من أمناء المدن. أنشئ الشكل الجديد لمندوبي الحكومة بموجب مرسوم ملكي في 20 أكتوبر 1923 حيث ذكرت المادة الأولى:
كانت هناك 9254 بلدية موجودة في ذلك الوقت في إسبانيا أنشئت بقانون البلدية في 2 أكتوبر 1887 والتي تألفت من فئات مختلفة من دافعي الضرائب التي تم اختيارها عن طريق القرعة ولكنها حلت بموجب المرسوم الملكي في 30 سبتمبر 1923. ثم صدرت الأوامر في 1 يناير عام 1924 لممثلي الحكومة باستبدال أعضاء المجالس واحلال منتسبي تعاونيات جديدة مكانهم، وشكّل تلك التعاونيات «أشخاص ذوو مكانة اجتماعية عالية وبملاءة مالية معتمدة ولقب مهني إن أمكن، وإن لم يمكن ذلك فمن كبار المساهمين».
ثم عهد بريمو دي ريفيرا مهمة إصلاح النظام القانوني والإداري الذي سيحكم البلديات الجديدة إلى المحامي الشاب خوسيه كالفو سوتيلو وهو سياسي محافظ من يتبع أفكار المورية، الذي أصبح على رأس المديرية العامة للإدارة المحلية. فاستعان كالفو سوتيلو بفريق من الموريون واليمين الكاثوليكي مثل خوسيه ماريا جيل روبلز، الذين عملوا معه في صياغة قانون البلديات لسنة 1924 والنظام الأساسي للأقاليم لسنة 1925.

## قانون البلديات
في ديباجة النظام الأساسي التي أصدرها الديكتاتور في 8 أبريل 1924 حيث ذكر أن:«لكي تكون الدولة ديمقراطية يجب عليها أن تعتمد على بلديات حرة» وأكدت على طابع الحكم الذاتي للبلديات، بحيث يمكن أن تكون مجهزة بأنظمة حكم خاصة بها والحفاظ على إدارة اقتصادية مستقلة عن الدولة المركزية. في المواد التي أنشئت الانتخابات الديمقراطية بالاقتراع العام من ثلثي أعضاء المجالس. يمكن للرجال الذين تزيد أعمارهم عن 23 سنة بالتصويت - بعد سنتين من التصويت السابق- والنساء اللواتي يستوفين متطلبات معينة، مثل عدم الزواج وهي سابقة مباشرة في حق المرأة في التصويت الذي أسس الجمهورية الثانية. والبلدات التي يقل عدد سكانها عن 500 نسمة ستخضع بموجب نظام المجلس المفتوح. كما تم التخطيط لإنشاء فيلق من أمناء البلدية.
وستتمتع المجالس البلدية بالحكم الذاتي الكامل لتطوير السياسة الحضرية والبنية التحتية والخدمات. أما فيما يتعلق بتمويل الدولة فسوف تتنازل عن بعض الضرائب والضرائب الزائدة. وأخيرا ينظم النظام الأساسي بالتفصيل الائتمان المحلي وكيفية اللجوء إلى الميزانيات الاستثنائية.

## التطبيق
طبق فورا نظام التمويل الجديد، ووفقا للمؤرخ ادواردو غونزاليز كاليخا بأن البلديات لديها "موارد عادية واستثنائية للغاية" والتي يمكن من خلالها تنفيذ الأشغال العامة وتحسين الخدمات الأساسية (التعليم والصحة) لتوفير الحد الأدنى من المعيشة والاستهلاك للأهالي". لكن تلك الزيادة في الإنفاق البلدي - والتي كانت تمثل نسبة 14٪ من إجمالي نفقات الإدارات العامة في 1924 وارتفعت إلى 15.8٪ سنة 1926 - تعني أيضًا زيادة الديون البلدية التي زادت من 792 مليونًا سنة 1923 إلى 1,388 سنة 1929.
اصطدم الاعتراف بالاستقلال المالي للبلديات مع مجلس محافظة نافارا الذي أرسل وفدا إلى مدريد، فاجتمع مع كالفو سوتيلو وبريمو دي ريفيرا والملك لتحذيرهم من أن القانون الهادف لسنة 1841 ينص على التدخل مباشرة من مجلس المقاطعة في الإدارة الاقتصادية لبلديات نافارا. فتدخلت الحكومة الدكتاتورية على الفور. ففي الأمر الملكي المؤرخ 11 أبريل 1924 تم الاعتراف بأن قانون البلدية سينطبق في نافارا فقط في «ما لا يعارض النظام الذي أنشئ بموجب القانون الصادر في 16 أغسطس 1841»، كما منح مجلس المحافظة سلطة "إملاء القواعد اللازمة لمواءمة نظامه الخاص مع نظام الحكم الذاتي الذي يمنحه النظام الأساسي لجميع مجالس بلديات الأمة".
لم يطبق تنفيذ الديمقراطية الموعودة في قاعات المدن لأن الانتخابات الموعودة لم تجر أبدا خلال فترة الدكتاتورية لأن المستشارين ورؤساء البلديات عينهم الحكام المدنيون في تلك المناصب، والحكام المدنيون بدورهم نصبتهم الإدارة العسكرية، وهذا بدوره جعلهم يتبعون الاتحاد الوطني وهو الحزب الوحيد في الديكتاتورية حسب ادواردو غونزاليس كاليخا.